# Julodis humeralis
Julodis humeralis es una especie de escarabajo del género Julodis, familia Buprestidae. Fue descrita científicamente por Gory en 1840.